# Xavier Corberó i Olivella

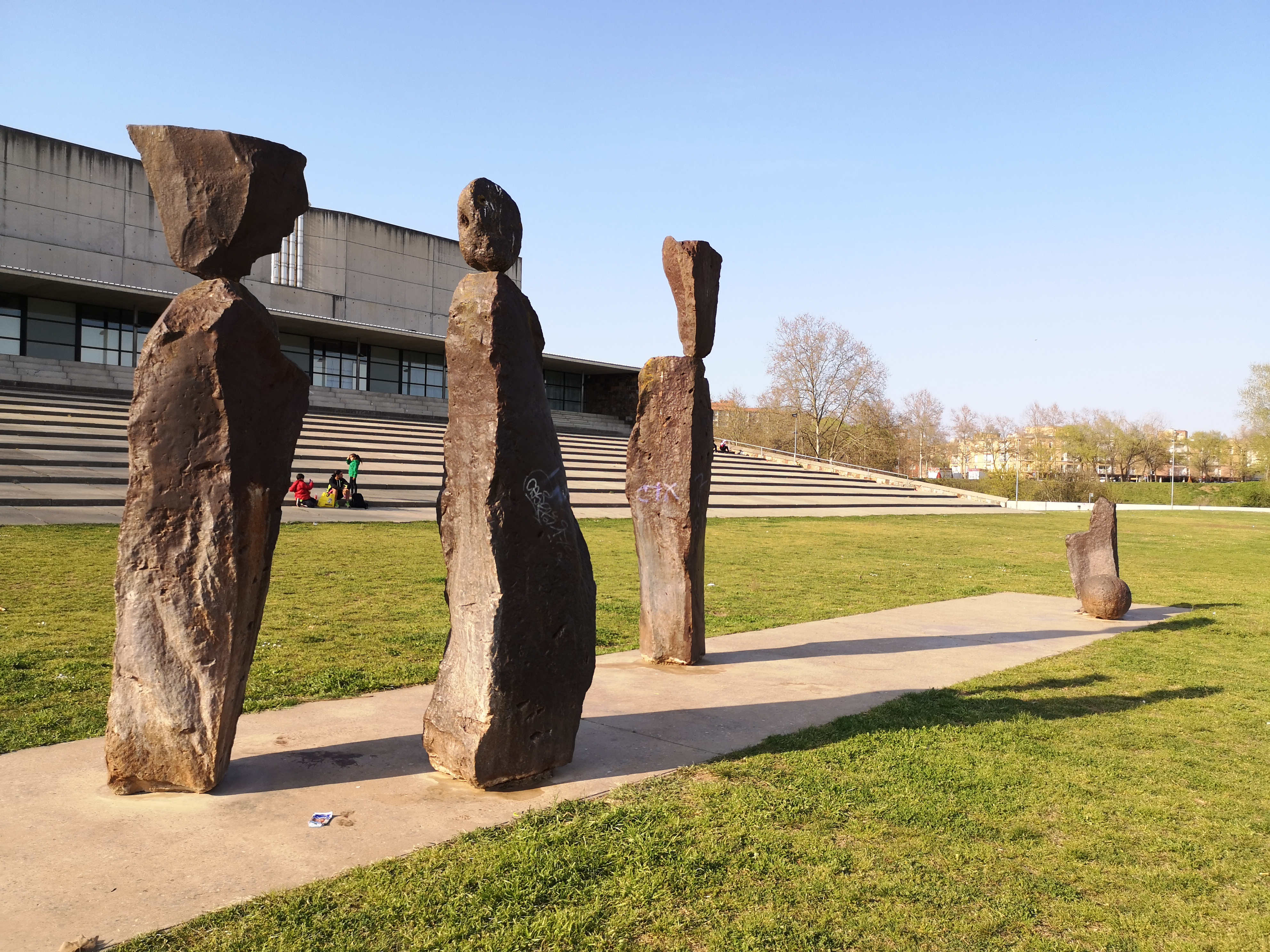
La família, de Xavier Corberó, al Parc de Fontajau de Girona.

Xavier Corberó i Olivella (Barcelona, 1935 – Barcelona, 24 d'abril de 2017) fou un escultor català important, guardonat amb la Medalla d'or de Baviera el 1963 i la Creu de Sant Jordi el 1992. L'any 2000 va ser elegit Membre numerari de l’Acadèmia de Belles Arts de Sant Jordi. Te obra a diversos museus i espais exteriors nacionals i internacionals.

## Família, orígens
Va néixer al si d'una nissaga d'escultors i bronzistes. Fill de l'escultor Xavier Corberó Trepat (1901-1981) nebot de l'escultor Valeri Corberó Trepat, i de l'empresari Pere Corberó Trepat, fundador de l'empresa d'electrodomèstics Corberó, SA, i net del bronzista i repussador, Pere Corberó i Casals (1877-1957).

## Estudis, trajectòria
Estudià a l'Escola Massana de Barcelona, i a la Central School of Arts and Crafts de Londres, i treballà a la foneria Medici de Lausana on hi va viure un període clau de la seva formació. Durant els seus estudis, va conèixer l'obra de Pau Gargallo i Henry Moore. Després d'haver estudiat a Anglaterra, entre 1955 i 1959, es traslladà a Nova York on entrà en contacte amb autors surrealistes.
Artísticament començà dins el corrent informalista amb obres en metall, sovint bronze, però després tendí vers una tridimensionalització espacial complexa amb obres en pedra, sovint desbastada i no polida, amb un informalisme més líric, una certa figuració líricoabstracte, on es poden veure figures i es desprenen dels títols d'algunes escultures, com ara els conjunts Família, al Poblenou de Barcelona, a Esplugues de Llobregat, a Girona, i a Terrassa (Família vapor),  o El rei i la reina (1988), Universitat Autònoma, campus Sabadell, o també Trobada a Esplugues de Llobregat.
Del 1966 al 1968 edità sèries d'aiguaforts i de litografies, i fins i tot va dissenyar joies. Al llarg de la seva trajectòria artística sempre va anar alternant la pintura i l'escultura, donant com a resultat, majoritàriament, obres de format mitjà.
Va participar en la Biennal Hispanoamericana de 1955 i als Salons de Maig de Barcelona, on obtingué els premis Manolo Hugué (1960) i Ramon Rogent (1961). El 1963 va fer la seva primera exposició individual a Múnic, on rebé la medalla d'or de l'estat de Baviera, a Pittsburgh, a Nova York i al Japó. Va exposar a diversos països europeus, Nova York i el Japó, i té obres seves a la col·lecció del MACBA, a la Fundació Vila Casas, a la Fundació Suñol, al Museum of Modern Art de Nova York, al Stedelijk Museum d'Amsterdam, al Victoria and Albert Museum de Londres.
Residia alternativament a París, Barcelona i Nova York, però també Esplugues de Llobregat, on va crear en el cor del barri vell un complex de nou edificis interconnecats destinats a servir de taller i casa per a ell, i residència per a artistes que visitessin Barcelona, espai singular que va començar a elaborar i construir el 1972 i que anomenà Centre d’Activitats i Investigacions Artístiques de Catalunya, ara conegut com a Espai Corberó.
Va jugar un destacat paper com a assessor de l'Ajuntament de Barcelona en la tria d'obres d'autors de prestigi internacional per posar en carrers i places de la ciutat amb vista als Jocs Olímpics d'Estiu 1992. El 1992 va rebre la Creu de Sant Jordi. A les olimpíades de 1992 va ser l'escultor escollit per fer les medalles olímpiques.
L'any 2000 va ser elegit membre numerari de la Reial Acadèmia Catalana de Belles Arts de Sant Jordi, de la que posteriorment passà a ser-ne supernumerari.
El 2015 es va incorporar obra seva a l'exposició temporal Del segon origen. Arts a Catalunya 1950-1977 que va tenir lloc al Museu Nacional d'Art de Catalunya, comissariada per Valentín Roma i Juan José Lahuerta.
El 25 d'abril de 2017, la seva filla Ana Corberó va anunciar la seva mort la nit abans per Twitter amb el següent missatge: «El meu pare, Xavier Corberó va morir anit. Ell va viure la vida de manera grandiloqüent i amb colors. Era una persona estimada, fins i tot adorada… El trobarem a faltar».

## Espai Corberó
L'any 2022 l'Ajuntament d'Esplugues de Llobregat comprà a la família Corberó, la Casa dels Cecs, ara coneguda com Espai Corberó, una singular construcció composta de diversos patis i edificis de gran interès arquitectònic, dins una parcel·la de 2.055m2.